# 折戸洪太
折戸 洪太（おりと こうた、1942年 - ）は、日本の経済学者。中国経済が専門。
新潟市生まれ。1967年早稲田大学第一商学部卒業。1975年同大学院商学研究科博士課程満期退学。1982年から1983年にかけて中国人民大学に留学。徳山大学助教授、山口県立大学国際文化学部教授。2006年定年退任。NPO法人中国文化経済研究小組代表。1991年より山口放送で『折戸洪太の中国だより』を放送。

## 著書
- 『目の高さで見た中国』不二出版、1984
- 『入門中国経済論 中国経済と出会う人のために』不二出版、1992
- 『続・目の高さで見た中国』不二出版、1995
- 『中国改革・開放の20年と経済理論』白帝社、2002
- 『中国における社会主義経済理論の展開』不二出版、2005
- 『中国経済改革と洋務運動 歴史の鑑に映す』白帝社、2007

## 翻訳
- 政治経済学辞典 徐禾ほか編 石原享一共訳 東方書店、1976
- 孫冶方の社会主義経済理論 董輔礽 不二出版、1985
- 中国の経済改革と経済理論』編訳 不二出版 中国社会主義経済理論叢書　1988
- 中国経済の諸問題 衛興華ほか 編・訳 不二出版 中国社会主義経済理論叢書　1991
- 中国の経済改革理論10年を回顧する 劉国光 編・訳 不二出版 中国社会主義経済理論叢書　1993

## 参考
- 中国文化経済研究小組 - ウェイバックマシン